# アンナ・カレニナ (1927年の映画)
『アンナ・カレニナ』（原題: Love）は、1927年に製作・公開されたアメリカ合衆国のサイレント映画である。

## 概要
レフ・トルストイの小説『アンナ・カレーニナ』を原作としているが、大幅に改変がなされており、アメリカ市場向けにはハッピーエンド版が製作され、海外市場向けには原作に忠実なラストが用意された。
本作ではスタッフ・キャストの変更を経てエドマンド・グールディングが監督し、『肉体と悪魔』（1926年）に続く共演となったジョン・ギルバートとグレタ・ガルボが主演した。

## キャスト
- ヴロンスキー：ジョン・ギルバート
- アンナ：グレタ・ガルボ
- ミハイル大公：ジョージ・フォーセット
- 大公妃：エミリー・フィッツロイ
- カレーニン：ブランドン・ハースト

## スタッフ
- 監督：エドマンド・グールディング
- 製作：エドマンド・グールディング
- 脚本：フランシス・マリオン
- 撮影：ウィリアム・ダニエルズ
- 編集：ヒュー・ウィン
- 伴奏音楽：ウィリアム・アクスト
- 美術：セドリック・ギボンズ
- 衣裳：ギルバート・クラーク